# Jerzy Houwalt
Jerzy Houwalt (ur. 28 grudnia 1897 w Majszagole, zm. w 1971) – rotmistrz Wojska Polskiego, kawaler Orderu Virtuti Militari, agronom, właściciel ziemski.

## Życiorys
Urodził się 28 grudnia 1897 w Majszagole, w ówczesnym powiecie wileńskim guberni wileńskiej, w rodzinie Witolda (1862–1939) i Zofii z Rymszów.
W czasie I wojny światowej, a następnie wojny z bolszewikami walczył w szeregach 3 Pułku Ułanów. 3 września 1919 został mianowany z dniem 1 września 1919 podporucznikiem w kawalerii. 11 czerwca 1920 pod Nową Groblą został ranny.
Po zakończeniu działań wojennych pozostał jako oficer zawodowy w macierzystym pułku. 28 lutego 1921 został zatwierdzony z dniem 1 kwietnia 1920 w stopniu porucznika, w kawalerii, w grupie oficerów byłych Korpusów Wschodnich i byłej armii rosyjskiej, a 3 maja 1922 zweryfikowany w tym stopniu ze starszeństwem z 1 czerwca 1919 i 186. lokatą w korpusie oficerów jazdy (od 1924 – kawalerii). Później został przeniesiony do rezerwy i przydzielony w rezerwie do 3 puł. w Tarnowskich Górach. W 1934, jako oficer rezerwy pozostawał w ewidencji Powiatowej Komendy Uzupełnień Wilno Miasto. Posiadał przydział w rezerwie do 23 Pułku Ułanów Grodzieńskich w Postawach. 7 października 1935 Komitet Krzyża i Medalu Niepodległości odrzucił wniosek o nadanie mu tego odznaczenia z „powodu braku pracy niepodległościowej”. Na stopień rotmistrza został mianowany ze starszeństwem z 19 marca 1939 i 16. lokatą w korpusie oficerów rezerwy kawalerii.

## Życie prywatne
Jerzy był żonaty z Anną (1902–1976), córką Bogusława Herse, z którą miał syna Andrzeja (1924–2007).

## Ordery i odznaczenia
- Krzyż Srebrny Orderu Wojskowego Virtuti Militari nr 6865 – 10 maja 1922[11][12][13]
- Krzyż Walecznych[1]